# Час Армагеддону
«Час Армагеддону» (англ. Armageddon Time) — історична драма режисера і сценариста Джеймса Грея.

## Акторський склад
- Майкл Бенкс Репета — Пол Графф
- Енн Гетевей — Естер Графф
- Ентоні Гопкінс — Аарон Графф
- Джеремі Стронг — Ірвніг Графф
- Раян Селл — Тед Графф
- Това Фелдшу — Мікі Графф
- Джейлін Вебб — Джонні
- Доменік Ломбардоцці — поліцейський Д'Арієнцо
- Джон Діл — Фред Трамп
- Джессіка Честейн — Меріенн Трамп

## Виробництво
16 травня 2019 року було оголошено, що Джеймс Грей напише сценарій та стане режисером фільму «Час Армагеддону», заснованому на його власному зростанню у Квінзі, Нью-Йорк.
Кейт Бланшетт приєдналася до акторського складу у травні 2020 року, а Грей заявив, що вона зніметься в усіх своїх сценах за три дні, включаючи тривалий монолог. Наступного місяця до акторського складу долучилися Роберт де Ніро, Оскар Айзек, Дональд Сазерленд та Енн Гетевей, які планують зніматися в Нью-Йорку, коли наслідки пандемії COVID-19 будуть мінімальними.
Зйомки розпочалися в жовтні 2021 року в Нью-Джерсі. Спочатку очікувалося, що вони стартують на початку 2021 року. 12 жовтня 2021 р. з'явилося повідомлення, що у фільмі зіграють Ентоні Гопкінс та Джеремі Стронг — разом із новачками: Бенксом Репетою, Джейлін Вебб та Раяном Селлом. На момент початку виробництва фільму Бланшетт, Де Ніро, Айзек і Сазерленд вибули з акторського складу. Зйомки завершилися в грудні 2021 року.

## Зовнішні посилання
1. Маленька Одеса на сайті IMDb (англ.)